# Романицький Борис Васильович
Романицький Борис Васильович (18 (30) березня 1891, с. Чорнобай, Черкащина — 24 серпня 1988, Львів) — український режисер і актор школи П. Саксаганського. Народний артист СРСР (1944). Народний артист Української РСР (1940).
На сцені з 1913 р.
Після закінчення Музично-драматичної школи М. Лисенка грав у Товаристві Українських Акторів під орудою І. Мар'яненка (1916) і Державному Народному Театрі (1918–1922)
З 1922 р. співзасновник і мист. керівник Театру ім. М. Заньковецької, спочатку мандрівного, з 1931 р. стаціонарного у Запоріжжі, з 1944 р. — у Львові, де працював актором і режисером.
Лауреат Сталінської премії 1950 року.
Лауреат Шевченківської премії 1974 року.
Помер 24 серпня 1988 у Львові. Похований на Личаківському цвинтарі, поле № 67.

Надгробок Бориса Романицького на Личаківському цвинтарі у Львові

## Постановки
- «Розбійник Кармелюк» Л. Старицької-Черняхівської
- «Чужі люди» В. Винниченка
- драми Я. Мамонтова («Рожеве павутиння», «Княжна Вікторія», «Республіка на колесах», «На камені горить» та ін.)
- «97» М. Куліша
- драми І. Кочерги («Фея гіркого мигдалю», «Марко в пеклі»)
- «Родина щіткарів» М. Ірчана
- «Місія містера Перкінса» О. Корнійчука
- «Олекса Довбуш» Л. Первомайського
- «Мала перемога» В. Собка
- драми О. Левади («Камо», «Остання зустріч»)
- «Примари» Г. Ібсена

## Найкращі ролі
- Святослав («Сон князя Святослава» І. Франка)
- Карл Моор («Розбійники» Ф. Шіллера)
- Акоста («Урієль Акоста» К. Ґуцкова)
- Отелло (в однойменній п'єсі В. Шекспіра)

Автор книги «Український театр у минулому і тепер» (1950).